# Pagotaenia lestes
Pagotaenia lestes är en mångfotingart som beskrevs av Chamberlin 1915. Pagotaenia lestes ingår i släktet Pagotaenia och familjen Dignathodontidae. Inga underarter finns listade i Catalogue of Life.